# Stanislav Ježík
Stanislav Ježík (ur. 11 lutego 1972 w Dubnicy nad Váhom) – słowacki biegacz narciarski, brązowy medalista mistrzostw świata juniorów.

## Kariera
Po raz pierwszy na arenie międzynarodowej pojawił się w 1992 roku, kiedy wystąpił na mistrzostwach świata juniorów w Vuokatti. Wywalczył tam brązowy medal na dystansie 30 km techniką dowolną, a w biegu na 10 km stylem klasycznym był siódmy. W Pucharze Świata zadebiutował 16 stycznia 1993 roku w Bohinju, zajmując 45. miejsce w biegu na 15 km stylem dowolnym. Pierwsze punkty zdobył nieco dwa miesiące później, 19 marca 1993 roku w Szczyrbskim Jeziorze plasując się na 29. miejscu w biegu stylem klasycznym na 15 km. Był to jedyny raz kiedy zdobył pucharowe punkty, a w klasyfikacji generalnej sezonu 1992/1993 zajął ostatecznie 102. miejsce.
W 1998 roku wystąpił na igrzyska olimpijskie w Nagano, gdzie jego najlepszym indywidualnym wynikiem było 46. miejsce w biegu na 30 km. Zajął też między innymi 9. miejsce w sztafecie i 35. miejsce w biegu łączonym podczas mistrzostw świata w Trondheim w 1997 roku.

## Osiągnięcia

### Igrzyska olimpijskie
| Miejsce | Dzień     | Rok  | Miejscowość | Konkurencja             | Czas biegu | Strata   | Zwycięzca       |
| ------- | --------- | ---- | ----------- | ----------------------- | ---------- | -------- | --------------- |
| 46.     | 9 lutego  | 1998 | Nagano      | 30 km stylem klasycznym | 1:33:55,8  | +10:05,2 | Mika Myllylä    |
| 64.     | 12 lutego | 1998 | Nagano      | 10 km stylem klasycznym | 27:24,5    | +3:46,7  | Bjørn Dæhlie    |
| 57.     | 14 lutego | 1998 | Nagano      | 10 km + 15 km pościgowy | 1:07:01,7  | +8:52,6  | Thomas Alsgaard |
| 11.     | 17 lutego | 1998 | Nagano      | Sztafeta 4 × 10 km      | 1:40:55,7  | +3:35,9  | Norwegia        |

### Mistrzostwa świata
| Miejsce | Dzień     | Rok  | Miejscowość | Konkurencja             | Czas biegu | Strata   | Zwycięzca           |
| ------- | --------- | ---- | ----------- | ----------------------- | ---------- | -------- | ------------------- |
| 46.     | 21 lutego | 1997 | Trondheim   | 30 km stylem dowolnym   | 1:06:28,2  | +4:38,0  | Aleksiej Prokurorow |
| 53.     | 24 lutego | 1997 | Trondheim   | 10 km stylem klasycznym | 23:41,8    | +2:41,7  | Bjørn Dæhlie        |
| 35.     | 25 lutego | 1997 | Trondheim   | 10 km + 15 km pościgowy | 1:00:11,1  | +5:11,1  | Bjørn Dæhlie        |
| 9.      | 28 lutego | 1997 | Trondheim   | Sztafeta 4 × 10 km      | 1:45:05,4  | +4:46,6  | Szwecja             |
| DNF     | 2 marca   | 1997 | Trondheim   | 50 km stylem klasycznym | 2:16:37,5  | -        | Mika Myllylä        |
| 65.     | 22 lutego | 1999 | Ramsau      | 10 km stylem klasycznym | 24:19,2    | +3:17,1  | Mika Myllylä        |
| 57.     | 23 lutego | 1999 | Ramsau      | 10+15 km pościgowy      | 1:05:54,9  | +6:01,7  | Thomas Alsgaard     |
| 48.     | 28 lutego | 1999 | Ramsau      | 50 km stylem klasycznym | 2:18:08,7  | +19:00,8 | Mika Myllylä        |

### Mistrzostwa świata juniorów
| Miejsce | Dzień    | Rok  | Miejscowość | Konkurs                 | Wynik     | Strata  | Zwycięzca           |
| ------- | -------- | ---- | ----------- | ----------------------- | --------- | ------- | ------------------- |
| 7.      | 18 marca | 1992 | Vuokatti    | 10 km stylem klasycznym | 25:11,9   | +55,2   | Mathias Fredriksson |
| 2.      | 22 marca | 1992 | Vuokatti    | 30 km stylem dowolnym   | 1:19:15,7 | +1:55,7 | Mathias Fredriksson |

### Puchar Świata

#### Miejsca w klasyfikacji generalnej
- sezon 1992/1993: 102.

#### Miejsca na podium w zawodach chronologicznie
Ježík nigdy nie stanął na podium zawodów PŚ.